# Poruba (album)
Poruba je studiové album českého písničkáře Jaromíra Nohavici. Vydáno bylo v listopadu 2017 a jeho producentem byl Dalibor Cidlinský Jr. Nahrávání desky začalo na jaře 2017, později bylo přerušeno a následně se pokračovalo. Svůj název deska dostala podle stejnojmenné části Ostravy, kde Nohavica vyrůstal.

## Seznam skladeb
Autorem všech skladeb je Jaromír Nohavica.
| Pořadí | Název            | Délka |
| ------ | ---------------- | ----- |
| 1.     | Poruba           | 4:02  |
| 2.     | Kdo z nás        | 3:34  |
| 3.     | Lžou mi do očí   | 2:26  |
| 4.     | Velká tma        | 2:52  |
| 5.     | Himaláje         | 2:21  |
| 6.     | Sako ze sametu   | 2:30  |
| 7.     | Černá jáma       | 3:52  |
| 8.     | Natašo, lásko má | 3:10  |
| 9.     | Nájezdníci       | 3:05  |
| 10.    | Tři rohy penalta | 3:53  |
| 11.    | Raz dva tři      | 2:52  |
| 12.    | Empire state     | 3:56  |
| 13.    | Napořád          | 2:39  |

## Obsazení
- Jaromír Nohavica – zpěv, kytara
- Robert Kuśmierski – akordeon, klavír, klávesy, sbor
- Pavel Plánka – bicí, perkuse
- Dalibor Cidlinský Jr. – klavír, elektrické piano, syntezátory, programming